# マシュー・ライト
マシュー・ライト（英語: Matthew Wright、1991年2月7日 - ）は、カナダとフィリピンの男子プロバスケットボール選手である。ポジションはポイントガード。B.LEAGUEの川崎ブレイブサンダース所属。フィリピン代表。

## 来歴
カナダ・トロント出身。
地元トロントのMartingrove Collegiate Instituteからニューヨークのセント・ボナベンチャー大学に進みNCAAトーナメントを経験。
大学卒業後はフランス3部のカンペールUJAPでプロデビュー。
2015年、マレーシア・ドラゴンズに移籍しASEANリーグでもプレー。
2016-17シーズン途中、フィリピンのフェニックス・フュエルマスターズへ移籍。
2022年9月2日、B.LEAGUEの京都ハンナリーズと契約。仙台89ERS戦でBリーグデビュー。
2024年オフ、川崎ブレイブサンダースへ移籍した。

### 代表チーム
2008年、U18フィリピン代表に選出され、U18世界選手権に出場。
2016年、A代表に初選出され、FIBAアジアチャレンジに出場。
2017年東南アジア選手権で金メダル獲得。
2019年東南アジア大会でも金メダル獲得。